# 幻惑
「幻惑」（げんわく）は、日本のバンド椿屋四重奏の2枚目のシングルである。2006年9月6日発売。発売元はUKプロジェクト/DAIZAWA RECORDS。

## 概要
- 元クラッシュ・イン・アントワープの安高拓郎が加入し4人編成となって初のシングル。
- 通常盤と初回盤の二種リリース。初回盤にはステッカー封入。
- PV監督は高田弘隆。

## 収録曲
全作詞・作曲・編曲:中田裕二
1. 幻惑
2. サイレンス

## 収録アルバム

### 幻惑
- ベスト『RED BEST』（2008年3月19日）
- ベスト『BEST MATERIALS』(2011年4月6日)

### サイレンス
- ベスト『RED BEST』（2008年3月19日）